# Сидар Хил (Њу Мексико)
Сидар Хил (енгл. Cedar Hill) насељено је место без административног статуса у америчкој савезној држави Њу Мексико.

## Демографија
По попису из 2010. године број становника је 847.
| Група             | 2000.    | 2010.       |
| Белци             | 0 (0,0%) | 741 (87,5%) |
| Афроамериканци    | 0 (0,0%) | 1 (0,1%)    |
| Азијати           | 0 (0,0%) | 1 (0,1%)    |
| Хиспаноамериканци | 0 (0,0%) | 82 (9,7%)   |
| Укупно            | 0        | 847         |